# Kartops guianae
Kartops guianae är en mångfotingart som beskrevs av Gilbert Edward Archey 1923. Kartops guianae ingår i släktet Kartops och familjen Scolopocryptopidae.
Artens utbredningsområde är Guyana. Inga underarter finns listade i Catalogue of Life.